# Ténédos
Ténédos, en turc Bozcaada, est une île turque située dans le Nord de la mer Égée. Il s'agit de la troisième île turque par sa superficie, après Imbros (Gökçeada) et Marmara.

## Nom
Le nom turc de l’île est Bozcaada. Son nom classique en français est Ténédos, du grec Τένεδος. Le nom de Ténédos vient de Ténès, personnage de la mythologie grecque honoré sur l'île dans l'antiquité. C'est l'enfant de Cycnos fils de Poséidon.

## Géographie
L'île, située au nord de Lesbos et à l'est de Lemnos, est située à proximité de l'entrée du détroit des Dardanelles. Occupant une situation stratégique, l'île fut gouvernée par l'Empire achéménide, la Ligue de Délos, l'empire d'Alexandre le Grand, le royaume de Pergame, l'Empire romain, l'Empire byzantin avant de devenir un territoire de la république de Venise puis de l'Empire ottoman. Bozcaada est sous souveraineté turque depuis le traité de Lausanne de 1923.

## Histoire

### Récit des origines de la cité de Ténédos
L'histoire du roi fondateur de la cité de Ténédos, Ténès nous est racontée par Pausanias. Ténès est le fils du roi Kychnos et voit le jour dans la cité de Colonne en Troade. Après la mort de sa mère, il s'attire les foudres de sa belle-mère en refusant ses avances. Celle-ci furieuse l'accuse d'une tentative de viol. Le roi Kychnos éloigne donc son fils en l'enfermant dans un coffre en bois qu'il laisse dériver au large de la Troade. Mais Ténès, protégé des dieux, dérive et atteint la future Ténédos.
Plus tard, Kychnos voulant se repentir traverse la mer et rejoint son fils. Mais celui-ci devenu roi de Ténédos refuse et fou de colère tranche avec une hache le nœud de la corde d’amarrage du navire de son père. Ce récit serait à l'origine de la célébrité de la hache ténédienne.
Cette hache de forme bipenne était brandie par l'esclave public lors des procès. Il se tenait derrière ceux qui faisaient de fausses accusations et exécutait les coupables. La Souda propose comme origine à cette hache la législation inflexible du roi Ténès. En effet, il aurait fait une loi condamnant à mort tout homme adultère. Il se trouva que le premier à être reconnu coupable fut le fils du roi. Ténès, acceptant la supériorité de la loi sur la famille, fit décapiter son fils à coup de hache.
Étienne de Byzance consacre à la cité une entrée de ses Ethniques.

### Antiquité
Les habitants de l'île s'associent à la révolte des cités ioniennes au début du Ve siècle av. J.-C. contre l'empire perse. Lors des guerres médiques, l'île est une étape obligée de la flotte grecque (en particulier athénienne) et devient alliée et tributaire d'Athènes dans le cadre de la Ligue de Délos jusqu'à la paix d'Antalcidas. L'île fut conquise par les Romains en 129 av. J.-C. et Lucullus y détruisit une partie de la flotte de Mithridate VI en 73 av. J.-C.
Selon certaines versions du mythe de la guerre de Troie, ce sont deux serpents venus de l’île de Ténédos qui assassinent Laocoon alors que celui-ci alertait du danger que représentait le cheval de Troie.

### Moyen Âge et Renaissance

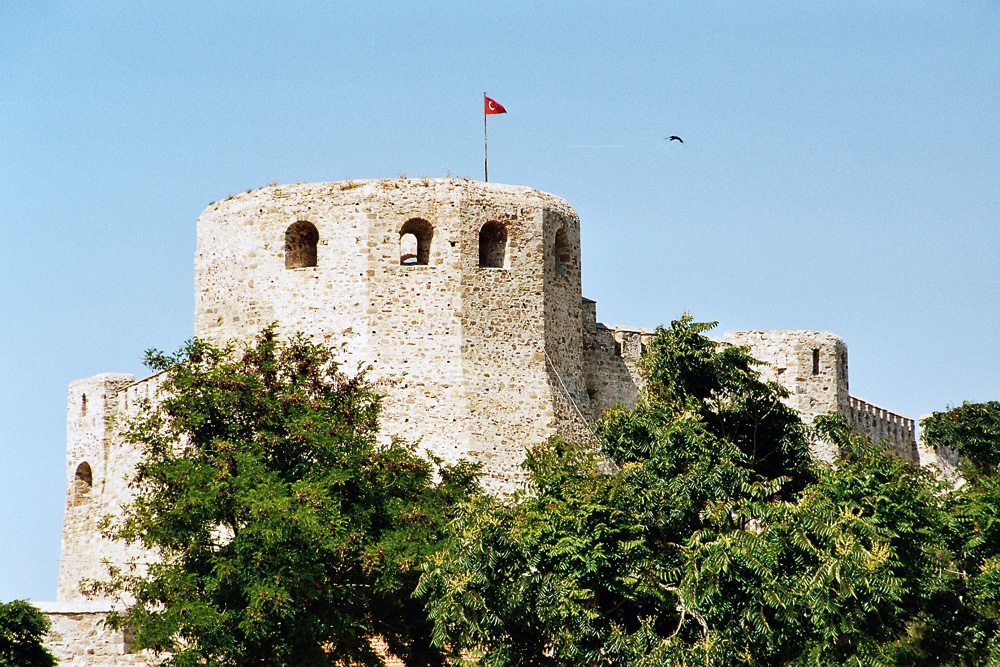
Forteresse vénitienne

Sous l'Empire byzantin, l'empereur Justinien Ier construit sur l'île de grands entrepôts afin d'entreposer le blé apporté directement d'Alexandrie. Conquise par les Croisés en 1204, Ténédos redevient byzantine en 1261, puis est prise par les Vénitiens en 1377. Selon les termes du traité de Turin mettant fin à la guerre de Chioggia entre Vénitiens et Génois, les habitants de l'île sont expulsés et la ville est démolie. Elle reste inhabitée jusqu'à son annexion par l'Empire ottoman de Mehmet II vers 1456. Plus tard, elle sera repeuplée par des Grecs et des Turcs. Ténédos est occupée par les Vénitiens en 1656, mais pour une courte période.

### L'époque ottomane
Lors de la période classique ottomane, l'île était un kadiluk dans le système administratif de l'empire. Les Ottomans ont construit des mosquées, des fontaines, des bains turcs (issus des thermes byzantins) et une médersa.
En 1807, durant la guerre russo-turque, Ténédos est occupée par la marine russe ; au cours de cette période, la ville est brûlée et  l'île désertée une deuxième fois depuis l'époque vénitienne. Bien que l'île fut rendue à ses habitants après l'occupation russe, beaucoup de Turcs riches la quittèrent définitivement. L'île est le théâtre d'une défaite de la flotte turque en 1822 lors de la guerre d'indépendance grecque.

### XXeetXXIesiècles
Elle comptait une majorité de deux tiers de Grecs au début du XXe siècle et compte au début du XXIe siècle environ 2 500 habitants en majorité turcs, avec néanmoins une petite communauté grecque résiduelle de quelques dizaines de personnes. Si le traité de Lausanne garantissait la sécurité de la population grecque, en pratique celle-ci s'est progressivement exilée en Grèce à partir de 1955 (année du pogrom d'Istanbul), devenant minoritaire à partir de 1981, en raison des spoliations foncières, des chicanes fiscales, des discriminations et de la colonisation turque.

## Économie
Les activités économiques traditionnelles étaient la pêche et la viticulture. Les vins de l'île sont fameux depuis l'Antiquité. Aujourd'hui, les vins de Bozcaada représentent une partie importante des vins turcs. Le tourisme s'est développé dans les années 1990 mais a décliné depuis de la pandémie de Covid-19. Il y a un parc éolien à l'extrémité ouest de l'île dont les lignes d'énergie sont enterrées pour protéger le paysage.